# Romualdas Sakalauskas
Romualdas Sakalauskas (* 14. Oktober 1928 in Šiauliai; † 20. Dezember 2015 in Vilnius) war ein litauischer Bauingenieur und Politiker, Bauminister Sowjetlitauens.

## Leben
Sein Vater war Mykolas Sakalauskas und seine Mutter Emilija Švedarauskaitė–Sakalauskienė. 1945 absolvierte Romualdas Sakalauskas das Gymnasium Šiauliai und danach das Studium des Bauingenieurwesens an der Baufakultät der Vytautas-Magnus-Universität in Kaunas. Er arbeitete als Arbeitenleiter und danach als leitender Ingenieur im Bautrest Šiauliai. Später leitete er Produktionsabteilung am Bauministerium der Litauischen SSR in Vilnius und war Stellvertreter des Bauministers von Sowjetlitauen. Danach leitete er als leitender Ingenieur den Bautrest „Vilniaus statyba“. Von 1962 bis 1979 war er sowjetlitauischer Bauminister. Vier Jahre arbeitete er später als erster Stellvertreter des Bauministers von Sowjetunion in Moskau.
Als Rentner lehrte er 12 Jahre als Dozent am Lehrstuhl für Bauorganisation und Technologie der TU Vilnius. Er war Mitautor der drei Lehrbücher über die Baugrundlagen.
Sakalauskas war verheiratet. Mit seiner Frau Sofija hatte er den Sohn Rimantas Sakalauskas (* 1951), Skulptor und Träger des Nationalpreises Nacionalinė kultūros ir meno premija, und die Tochter Dalia Sakalauskaitė, Ärztin.

## Bibliografie
- Statybininko prisiminimai / Romualdas Sakalauskas. Pastabos: Bibliografija: p. 563–564.